# 金山軟件
金山軟件有限公司（きんざんなんけんゆうげんこうし）は、用友軟件などとともに中国最大のソフトウェア開発販売会社のひとつ。
日本ではジョイントベンチャーとして東京都港区赤坂にキングソフト株式会社があり、日本国内向けにオフィスソフトやセキュリティソフトなどのサービスとともにスマートフォンアプリやモバイル広告事業などを展開している。

## 沿革
金山軟件有限公司はもともと香港金山公司から派生してできた会社である。香港金山公司は1973年張鎧卿によって創られ、PCの組み立てや販売を行っていた。1980年以降、張鎧卿の息子張旋龍が後を引き継ぐ。
- 1988年 求伯君が香港金山公司に参加。WPS（オフィスソフト）を開発。深圳開発部を設立し今の金山軟件有限公司の前身を創る。
- 1989年 WPS1.0と漢字ROMの販売。中国国内のワープロソフトを独占した。
- 1993年 香港金山公司は北大方正集団公司と合併し方正香港公司となる。合併前に張旋龍の個人資産から資金提供を受けた求伯君は珠海金山電脳有限公司を創立。
- 1994年 北京金山軟件有限公司創立。
- 1996年 西山居スタジオ設立。最初のゲームソフト「中関村啓示録」発表。
- 1997年 ロールプレイングゲーム「剣侠情縁」発表。辞書ソフト「金山詞覇」発表。Windows 95対応のWPS97発表。
- 1998年 聯想集団有限公司が資本参加し、金山軟件有限公司の筆頭株主になる。金山軟件有限公司組織改革。
- 2000年 インターネット通信販売サイトjoyo.comの運営開始（2004年にAmazon.comに売却）。アンチウイルスソフト「金山毒覇」発表。
- 2003年 北京金山研究所設立。金山数字娯楽有限公司設立。
- 2004年 珠海研発総本部と北京金山研究所を合併し金山研究所となる。
- 2007年 香港証券取引所に上場。
- 2010年 金山网络（現・Cheetah Mobile）を設立。
- 2012年 金山云（Kingsoft Cloud）を設立。
- 2014年 Cheetah Mobile（猎豹移动）がニューヨーク証券取引所に上場。

## 主な製品

### オフィスソフト、セキュリティソフト、辞書・翻訳ソフト等
WPS Office
金山公司創立のきっかけを作ったソフトウェア。1988年発表。最初は文字処理専用ソフトであったが現在では拡充されオフィススイートとなった。個人向けの無料版の他、より多くの機能を利用できる有償サブスクリプションが提供されている。
日本では「WPS Office 2」として販売されており、「Microsoft Office」との互換性に優れたオフィスソフトとして一定のシェアを獲得している。
金山毒霸（Kingsoft Internet Security）
アンチウイルスソフトウェア。2010年8月時点の最新版は金山毒霸2011。日本では「Kingsoft Internet Security」としてサービスが展開されている。有償版（初期費用のみ、ウイルス定義ファイル更新は無料）の他、広告付きながら同等の機能を備えた無償版もある。
金山詞覇（キングソフト辞書）
初版である金山詞覇1.0は1997年5月に金山公司の北京にある開発部門によって制作された。その後毎年バージョンアップが繰り返されている。
金山詞覇はGUI環境で使用できる電子辞書で手書き入力に対応。中国語や日本語、英語が双方向で検索でき、また200冊近い辞書を具えている。
対応OSはWindows、Mac、Palm、Hopen、Symbian等。またインターネット上でもサービスを受けることができる。
金山詞覇の英名は何度か改められた。最初はXDict、その後CibaやiCibaと呼ばれ、現在での公式名称はPowerwordと呼ばれる。
金山政鷹
電子管理システム。主に公文書の移動や電子印章等の機能を有する。また企業や政府機関の情報発信や交流の場もサポートする。さらにメンバーの認証による新規作成やログインも行える。金山政鷹は1999年の金山電子印章システムから開発が始まり、2001年に金山政鷹網上辦公平台1.1版が発表された。
詞覇豆豆
詞覇豆豆はインターネット版金山詞覇である。詞覇豆豆1.0は2005年12月発表された。金山詞覇のすべての機能が使える。
詞覇豆豆の辞書はすべてサーバ上に置かれているため、インストール時の実行ファイルは1Mバイトと小さい。
金山快譯
翻訳ソフト。もともと金山詞覇の付属機能であったが、2000年に金山快譯2000として販売される。全文翻訳のほかにユーザーインターフェイス、或いはウェブページに対しても翻訳が行える。英語名は高速人工知能の意味のFastAIT。
中国市場において、この分野のソフトでは金山詞覇と金山快譯はおおよそ80％のシェアを占める。
金山打字
タイピングソフト。

### ゲームソフト
中関村啓示録
都市建設ゲーム。シムシティに似ている。
剣侠情縁
唐・宋時代を舞台にしたロールプレイングゲーム。1997年発表。
その後「剣侠情縁2」、「剣侠情縁外伝」、「剣侠情縁オンライン」、「剣侠情縁オンライン2」が制作された。
解限機
メカシューティングゲーム、2025年リリース予定